# Газотурбовоз
Газотурбово́з — локомотив с газотурбинным двигателем внутреннего сгорания (ГТД). На газотурбовозах практически всегда используется электрическая передача: газотурбинный двигатель соединён с генератором, а вырабатываемый таким образом ток подаётся на электродвигатели, которые и приводят локомотив в движение.
Основное преимущество газотурбовоза в том, что его двигатель, ГТД, может работать на самом низкосортном, дешёвом жидком (мазуты, сырая нефть, конденсаты каменноугольного производства и т. д.) или на молотом твёрдом (пылевидном) топливе.
В газотурбинных двигателях было возможно сжигание дешёвой тяжёлой нефти, которое происходило в то время на нефтеперерабатывающих заводах в качестве побочного продукта. Когда в конце 1960-х годов стоимость производства бункерного топлива выросла благодаря усовершенствованным технологиям на нефтеперерабатывающих заводах, эксплуатация газотурбинных локомотивов стала нерентабельной. 
В XXI веке стоимость производства газотурбинных двигателей снизилась. При этом их эффективность повысилась благодаря усовершенствованию конструкции. Это возродило интерес к использованию таких двигателей на железнодорожном транспорте.

## История газотурбовоза
Первый в мире газотурбовоз был построен в 1941 г. швейцарской фирмой Brown — Boveri (№1101). ГТД локомотива был одновальным, регенеративной схемы с температурой газов перед турбиной 600 °С и мощностью на валу 2200 л.с. (~1600 кВт). Передача — электрическая постоянного тока.

### История газотурбовоза в СССР и России
В СССР работы над созданием газотурбовоза начались в 1954 году. Были разработаны несколько моделей локомотивов и выпущены опытные экземпляры, проходившие испытания.
В 1970-х проекты по созданию газотурбовозов были прекращены, так как они не могли конкурировать с электровозами и тепловозами.
В период с 1940-х по 1970-е годы в ряде стран мира активно велись работы по созданию газотурбовозов в качестве альтернативы дизельным тепловозам. В СССР в конце 1950-х были разработаны несколько моделей газотурбовозов и построены опытные экземпляры: по одной секции грузовых двухсекционных Г1 и ГТ101 и два пассажирских односекционных ГП1. Однако опытная эксплуатация этих локомотивов показала, что по расходу топлива они более чем в два раза превосходили тепловозы аналогичной мощности. КПД выпускаемых в то время газотурбинных двигателей был низким (около 15%), в результате чего стоимость потребляемого ими топлива была сопоставима с тепловозами, но запас топлива расходовался быстрее. При этом газовые турбины были значительно дороже дизельных двигателей в производстве, а из-за использования низкокачественного топлива быстро загрязнялись и требовали частого ремонта. К этому времени уже было освоено производство достаточно мощных дизельных двигателей, поэтому в дальнейшем газотурбовозы в СССР не выпускались и работы по их созданию были прекращены.
В XXI веке стоимость производства газотурбинных двигателей снизилась благодаря их широкомасштабному серийному выпуску для реактивных самолётов, газоперекачивающих агрегатов и газотурбинных электростанций. При этом их эффективность повысилась благодаря усовершенствованию конструкции и применению более термостойких материалов, позволяющих увеличить температуру сгорания газов и тем самым повысить КПД двигателя до 30%. Это возродило интерес к использованию таких двигателей на железнодорожном транспорте благодаря их большей удельной мощности в сравнении с поршневыми двигателями внутреннего сгорания, возможности использования более дешёвого низкосортного топлива, увеличенного срока службы вследствие меньшего количества трущихся деталей и намного меньшего образования нагара.
Одной из причин, возродивших интерес к созданию газотурбовозов в России, стало увеличение объёма грузоперевозок на российских железных дорогах, что привело к необходимости увеличения длины и массы либо количества грузовых составов, а также их скоростей движения.

### Г1
В 1959 году на Коломенском заводе был построен единственный экземпляр секции двухсекционного грузового газотурбовоза Г1 (3500 л. с., с электрической передачей). На газотурбовозе была применена газотурбинная одновальная установка ГТ-3,5 мощностью 3500 л. с. (~2600 кВт). От ГТУ приводились во вращение две группы генераторов: первая группа из двух тяговых генераторов МПТ-74/23, вторая группа из тягового генератора МПТ-74/23, возбудителя ВТ-275/120А и вспомогательного генератора ВГГ-49/14. Каждый тяговый генератор был рассчитан на номинальную мощность 733 кВт при частоте вращения 1800 об/мин. Каждый тяговый генератор питал два параллельно подключённых тяговых электродвигателя ЭДТ-340 мощностью по 340 кВт. Газотурбинная установка использовалась только при следовании под нагрузкой. Для маневровых передвижений и следования резервом служила вспомогательная силовая установка: дизель 1Д6 и маневровый генератор МПТ-49/16. Основными недостатками созданной модели был большой расход топлива и сложность конструкции.

### ГП1
Затем там же были построены два пассажирских газотурбовоза ГП1. На газотурбовозе применена газотурбинная одновальная установка ГТ-3,5 мощностью 3500 л.с. От ГТУ приводилось во вращение три тяговых генератора МПТ-74/23Б. Для маневровых передвижений служила вспомогательная силовая установка: дизель 1Д12 Барнаульского завода и маневровый генератор МПТ-49/25-3К мощностью 195 кВт.
В начале 1965 года ГП1-0002 испытывался на экспериментальном кольце ВНИИЖТа. В конце 1965 года оба локомотива поступили в депо Льгов. Если газотурбовоз Г1-01 работал с грузовыми поездами эпизодически, то пассажирские газотурбовозы эксплуатировались регулярно, наравне с приписанными к депо тепловозами ТЭП60, в результате пробег у ГП1-0001 и ГП1-0002 оказался в 3–4 раза выше, чем у Г1-01. Газотурбовозы имели недостатки: большой расход топлива, высокий уровень шума.

### ГТ101
Опытный газотурбовоз ГТ101 был изготовлен с свободнопоршневыми генераторами газов (СПГГ), разработанными под руководством А. Н. Шелеста. Проектировался в двухсекционном варианте, но в 1960 году на Луганском тепловозостроительном заводе была выпущена лишь опытная секция (ГТ101-001). Из-за ряда технических недостатков, а также из-за сворачивания в стране работ по газотурбовозам, ГТ101 в нормальную эксплуатацию не поступил.

### ГТ1
В 2007 году по инициативе ОАО «РЖД» изготовлен опытный газотурбовоз ГТ1-001 на базе электровоза ВЛ15-008. Газотурбинные установки изготовлены в Самаре , сборка локомотива осуществлена на Воронежском тепловозоремонтном заводе имени Ф. Э. Дзержинского.
4 июля 2008 года ГТ1 впервые провёл грузовой состав. Масса состава была равна 3 тыс. т, а испытания проходили на участке Кинель — Жигулёвское море Куйбышевской железной дороги..
РЖД приводит следующие характеристики испытанной модели: скорость — до 100 км/ч, мощность — 8300 кВт, одной заправки хватает на 750 км, топливо — сжиженный природный газ. Газотурбовоз был продемонстрирован на выставке «Иннотранс-2008» в Берлине. Предполагается, что он будет использоваться в Сибири, богатой запасами природного газа.
7 сентября 2011 года газотурбовоз ГТ1-001 провёл грузовой состав массой 16000 тонн.

## Газотурбинные поезда

### UAC TurboTrain
В конце 1960-х годов компания United Aircraft выпустила восемь газотурбинных поездов: трёхвагонные — для линии Бостон — Вашингтон в США и семивагонные — для железных дорог Канады. Головной и хвостовой вагоны были моторными, остальные — прицепными. В США силовая установка каждого моторного вагона включала три авиационных двухвальных газотурбинных двигателя мощностью 455 л. с. каждый. Валы от турбин подсоединялись к центральному объединительному редуктору; туда же подсоединялся электродвигатель для движения на электрифицированных участках и в тоннелях (со скоростью до 80 км/ч). Из этого редуктора выходили два вала к двухступенчатым осевым редукторам тележки. Один из ГТД использовался для вспомогательных нужд. Силовые установки располагались под рамами моторных вагонов. Максимальная скорость при движении с ГТД на испытаниях в Нью-Джерси составила 275 км/ч. Канадские поезда имели другую конструкцию.

### Турбопоезд ТП
В 1970 году в Центральном научно-исследовательском институте Министерства путей сообщения построили опытный экземпляр двухвагонного поезда, оснащённого авиационным двухвальным газотурбинным двигателем. Установленная на крыше каждого вагона силовая установка состояла из газотурбинного двигателя мощностью 900 л. с. и генератора с частотой вращения до 6000 об/мин, вырабатывающего ток частотой до 200 Гц. Состав получил название «турбопоезд» (сокращённо — ТП). В дополнение к моторным вагонам планировалось построить четыре прицепных. Предполагалось, что в шестивагонном варианте поезд будет разгоняться до 180 км/ч, однако испытания на кольце в Щербинке прошёл только двухвагонный состав, а прицепные вагоны так и не были построены. Турбопоезд использовался в исследовательских целях до середины 1970-х годов.

## Преимущества и недостатки
Главным преимуществом газотурбинных двигателей является возможность развивать большую мощность при относительно небольших размерах и массе. Преимуществом является также возможность работы на более дешёвом топливе и существенно меньший расход смазочного масла, а кроме того, большая экологичность по сравнению с тепловозами. 
Недостатком же является повышенный, по сравнению с дизелем, расход топлива, а также резкое снижение КПД при неполной нагрузке и высокий расход топлива на холостом ходу, что вызывает необходимость иметь вспомогательную энергетическую установку на локомотиве. 
Кроме газотурбовозов, создавался и моторвагонный подвижной состав с газовыми турбинами (турбопоезда и турбомотрисы) для скоростных пассажирских перевозок.